# 20e cérémonie des Empire Awards
La 20e cérémonie des Empire Awards, organisée par le magazine britannique Empire, a eu lieu le 29 mars 2015, et a récompensé les films sortis l'année précédente.
Les récompenses sont votées par les lecteurs du magazine.

## Palmarès

### Meilleur film
- Interstellar
  - Imitation Game (The Imitation Game)
  - Le Hobbit : La Bataille des Cinq Armées (The Hobbit: The Battle of the Five Armies)
  - La Planète des singes : L'Affrontement (Dawn of the Planet of the Apes)
  - Boyhood

### Meilleur film britannique
- Kingsman : Services secrets (Kingsman: The Secret Service)
  - Paddington
  - Imitation Game (The Imitation Game)
  - Une merveilleuse histoire du temps (The Theory of Everything)
  - Under the Skin

### Meilleur réalisateur
- Christopher Nolan — Interstellar
  - Matt Reeves — La Planète des singes : L'Affrontement (Dawn of the Planet of the Apes)
  - Morten Tyldum — Imitation Game
  - Peter Jackson — Le Hobbit : La Bataille des Cinq Armées (The Hobbit: The Battle of the Five Armies)
  - Richard Linklater — Boyhood

### Meilleur acteur
- Andy Serkis pour le rôle de César dans La Planète des singes : L'Affrontement (Dawn of the Planet of the Apes)
  - Benedict Cumberbatch - Imitation Game (The Imitation Game)
  - Eddie Redmayne - Une merveilleuse histoire du temps (The Theory of Everything)
  - Bradley Cooper - American Sniper
  - Richard Armitage - Le Hobbit : La Bataille des Cinq Armées (The Hobbit: The Battle of the Five Armies)

### Meilleure actrice
- Rosamund Pike dans Gone Girl
  - Felicity Jones - Une merveilleuse histoire du temps (The Theory of Everything)
  - Keira Knightley - Imitation Game (The Imitation Game)
  - Emily Blunt - Edge of Tomorrow
  - Alicia Vikander - Ex machina

### Meilleur espoir masculin
- Taron Egerton pour le rôle de Gary « Eggsy » Unwin dans Kingsman : Services secrets (Kingsman: The Secret Service)
  - Dan Stevens — The Guest
  - Daniel Huttlestone — Into the Woods
  - Ellar Coltrane — Boyhood
  - Jack O'Connell — Invincible (Unbroken)

### Meilleur espoir féminin
- Karen Gillan dans The Mirror (Oculus) et Les Gardiens de la galaxie (Guardians of the Galaxy)
  - Carrie Coon — Gone Girl
  - Essie Davis — Mister Babadook (The Babadook)
  - Gugu Mbatha-Raw — Belle
  - Sophie Cookson pour le rôle de Roxanne « Roxy » Morton / Lancelot dans Kingsman : Services secrets (Kingsman: The Secret Service)

### Meilleur thriller
- Imitation Game
  - Captain America : Le Soldat de l'hiver (Captain America: The Winter Soldier)
  - Gone Girl
  - Kingsman : Services secrets (Kingsman: The Secret Service)
  - Locke

### Meilleur film fantastique ou de science-fiction
- X-Men: Days of Future Past
  - Les Gardiens de la galaxie (Guardians of the Galaxy)
  - La Planète des singes : L'Affrontement (Dawn of the Planet of the Apes)
  - Le Hobbit : La Bataille des Cinq Armées (The Hobbit: The Battle of the Five Armies)
  - Interstellar

### Meilleure comédie
- Paddington
  - 22 Jump Street
  - The Grand Budapest Hotel
  - The Inbetweeners 2
  - La Grande Aventure Lego (The Lego Movie)

### Meilleur film d'horreur
- Mister Babadook (The Babadook)
  - The Guest
  - The Mirror (Oculus)
  - Annabelle
  - Under the Skin

### Empire Hero Award
- L'ensemble de la distribution de Game of Thrones

### Empire Inspiration Award
- Christopher Nolan

### Empire Legend Award
- Ralph Fiennes

## Statistiques

### Récompenses multiples
- 2 : Interstellar

### Nominations multiples
- 6 : Imitation Game
- 4 : La Planète des singes : L'Affrontement, Kingsman : Services secrets et Le Hobbit : La Bataille des Cinq Armées
- 3 : Boyhood, Gone Girl, Une merveilleuse histoire du temps et Interstellar
- 2 : Les Gardiens de la galaxie, The Mirror, Paddington, Mister Babadook, The Guest et Under the Skin